# Тотальний опір (книга)
«Тотальний опір: Інструкція з ведення малої війни для кожного» (нім. Der totale Widerstand: Eine Kleinkriegsanleitung für Jedermann) — посібник з ведення партизанської (малої) війни в 7 томах.
Книга написана офіцером швейцарської армії Гансом фон Дахом у 1957 році і призначалася для підготовки швейцарського населення до окупації Швейцарії силами Варшавського договору, події, яка видавалася цілком вірогідною в контексті Холодної війни. Книгу перевидано у вигляді піратських перекладів на десятки мов, у численних країнах за кордоном. Помітним фактом було її використання лівими терористичними угрупованнями в 1960-70-х.

## Видання
Книгу вперше видала 1957 року в 7-ми томах Швейцарська спілка унтерофіцерів (Schweizer Unteroffiziersverband, SUOV) з метою розповсюдження серед населення Швейцарії. Книга мала комерційний успіх, тож перевидавалась п'ять разів і продана накладом у десятки тисяч примірників, зокрема в Західній Німеччині та Австрії. Вона стала найвідомішою з понад сотні робіт фон Даха з військової тактики.

## Український переклад
Ліцензійний переклад українською видано 2014 року, на початку російсько-української війни, тож за перші місяці після появи на книжкових прилавках книга опинилася серед найпродаваніших. В українському перекладі видавництво «Астролябія» видало лише перший том (у 2-х частинах). Це зумовлено змістом інших томів, який, на думку видавництва, не викличе зацікавлення в українського читача. В них йдеться, зокрема, про: хімічну зброю, специфічні види швейцарської стрілецької зброї, вибухових пристроїв, глушників та гранат.
- Дах, Ганс фон. Тотальний опір: Інструкція з ведення малої війни для кожного. Частина 1 / Переклала з німецької Христина Назаркевич; науковий редактор українського видання Олег Фешовець. — Львів: видавництво «Астролябія», 2014, 2015, 2018. — 164 с.
- Дах, Ганс фон. Тотальний опір: Інструкція з ведення малої війни для кожного. Частина 2 / Переклала з німецької Христина Назаркевич; науковий редактор українського видання Олег Фешовець. — Львів: видавництво «Астролябія», 2014, 2015, 2016, 2020. — 224 с.

## Зміст
Книга являє собою посібник з малої війни проти окупаційних сил, призначений радше для використання цивільним населенням, аніж солдатами. Це передбачає формат нерегулярного опору, що обмежується зброєю не важчою за легку піхотну, таку як: гвинтівки, ручні гранати та міни.
У першому томі висвітлено такі теми:
- оперативні, тактичні, технічні та психологічні основи партизанської війни, такі як саботаж, убивства та поведінка під тортурами;
- створення, організація та командування партизанськими підрозділами та цивільними рухами опору;
- ворожі методи придушення цивільного руху опору та боротьби з формаціями малої війни.

В інших томах описується виготовлення та використання основної зброї: хімічна зброя (том 2), 9-мм пістолет-кулемет Partisan (том 3), пістолет TARN (том 4), саморобні вибухові пристрої (том 5), глушник TELL (том 6) та ручні гранати (том 7). Він завершується словами: «Краще померти стоячи, аніж жити на колінах!».
Оскільки книга базується на діях окупаційних військ Другої світової війни (нацистської Німеччини та Радянського Союзу), більшість її змісту, станом на початок 21 століття, є політично й технічно застарілими. Однак деякі вказівки фон Даха залишаються актуальними для поточних конфліктів, такі як: саботаж об'єктів інфраструктури, встановлення дорожніх загороджень, виготовлення та застосування запалювальних пристроїв або приховане зберігання зброї та боєприпасів. Також назавжди актуальними залишатимуться морально-психологічні настанови, розуміння того що кожен народ має чинити опір до кінця, чітке окреслення ціни людського життя, що позбавляє від ілюзій.

## Сприйняття

### У Швейцарії
Хоча книга мала популярність в офіцерському корпусі ополчення, вона не була добре сприйнята вищими керівниками армії, які надавали перевагу оборонній політиці, заснованій на конвенційній загальновійськовій та механізованій війні, а не на іррегулярній війні. У 1974 році начальник Генерального штабу наклав вето на публікацію Тотального опору як армійського посібника, частково через побоювання, що він виступає за поведінку, яка порушує закони війни. Коли в 70-х роках швейцарська армія створила таємну «stay-behind» організацію P-26, вона була задумана як структура, керована кадрами «зверху донизу», а не як широкий децентралізований рух цивільного опору, передбачений фон Дахом.
Проте, книга залишається частиною навчальної програми Військової академії швейцарської армії у Федеральній вищій технічній школі Цюриха як одна з «класичних праць історії стратегії та теорії війни».

### За кордоном
Незабаром книга знайшла несподіваний успіх за кордоном. У 1965 році Сили спеціальних операцій США опублікували несанкційований переклад під заголовком «Total Resistance — Swiss Army Guide to Guerilla Warfare and Underground Operations». Інші піратські переклади десятками мов продовжували публікуватися в різних країнах, починаючи від Анголи і закінчуючи В'єтнамом. У Радянському Союзі, в газетній статті 1984 року, книгу висміювали як «нісенітницю».
Тотальний опір став особливо популярним як посібник-інструкція для кількох лівих терористичних груп, що діяли в 1960-70-х роках. Згідно з повідомленнями швейцарської та європейської поліції того часу, він поширювався в колах лівих бойовиків, також його тактика застосовувалася під час вибухів у Південному Тіролі, Нью-Йорку та Франкфурті, а також під час заворушень у Парижі. Наприклад, в Італії, видавець Джуліо Савеллі 1975 року включив частину книги до лівого політичного партизанського довідника «In caso di golpe. Manuale teorico-pratico per il cittadino di resistenza totale e di guerra di popolo di guerriglia e di controguerriglia».

#### Фінляндія
У Фінляндії 1981 року книгу переклав фінською як Vastarintaopas, та адаптував до фінських реалій Пертті Ріутта, генеральний секретар громадської організації Itsenäisyyden Puolesta («За Незалежність»). Проєкт був таємним, тож переклад призначався для приватного розповсюдження лише довіреним особам, оскільки Ріутта також створив підпільну організацію опору Pohjantähden на випадок радянської окупації. Переклад таємно надрукувала французька спецслужба DGSE. Контакт з французами організував голова Itsenäisyyden Puolesta Хейккі Ескелінен, який брав участь у редагуванні книги. Надруковано лише сотню примірників фінського перекладу, з яких, як відомо, Ріутта мав лише десяток. Влада Фінляндії вилучила весь наклад, заарештувавши Ріуту та Ескелінена за шпигунство на користь Франції проти Радянського Союзу навесні 1982 року.

#### Німеччина
У Німеччині цю книгу часто знаходили під час обшуків, зокрема у членів Фракції Червоної Армії. Від 1988 року «Der totale Widerstand» є єдиною швейцарською книгою, розповсюдження якої в Німеччині обмежено, оскільки «Федеральний департамент з питань медіа, що шкодить молоді», визнав її як «сприятливу для заплутування соціальної етики дітей та молоді та сприяння їхній схильності до насильства».